# 維希 (貝寧)
7°0′N 2°27′E / 7.000°N 2.450°E

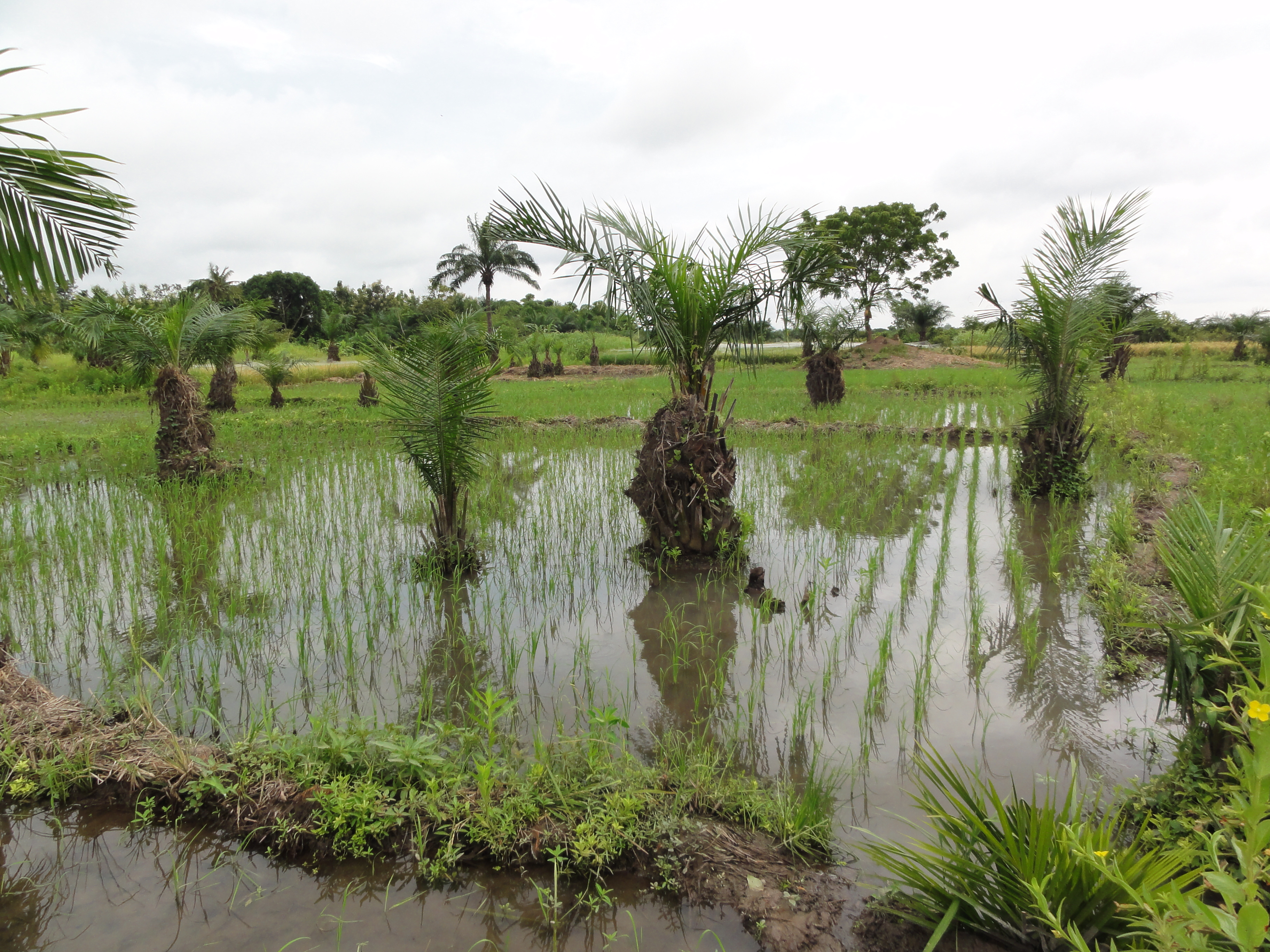
維希

維希（法語：Ouinhi）是貝寧的城鎮，位於該國中南部，由祖省負責管轄，面積118平方公里，海拔高度56米，2013年該城鎮人口為59,381，人口密度每平方公里503人。